# Ranbaxy
Ranbaxy è la più grande delle aziende farmaceutiche indiane, tra le dieci più importanti industrie di farmaci generici al mondo.

## Diffusione
Nata nei primi anni ‘60, Ranbaxy è cresciuta fino a diventare oggi un importante protagonista dell'industria farmaceutica internazionale, con stabilimenti produttivi in undici paesi (India, Brasile, Cina, Irlanda, Giappone, Malaysia, Nigeria, Romania, Sud Africa, USA e Vietnam), depositi in 46 con una completa gamma di farmaci disponibile in 125 paesi del mondo, tra cui anche l'Italia.
Ranbaxy è presente in Italia dalla fine del 2005, con sede a Milano, attraverso l'acquisizione nel 2006 della divisione generici di GSK, Allen Spa.
Attualmente Ranbaxy commercializza in Italia farmaci generici con il proprio nome e una linea di integratori alimentari orosolubili.

## Acquisizioni
Ranbaxy ha rafforzato la propria presenza nel mondo grazie ad una politica di acquisizioni: nel 1998 è entrata nel mercato statunitense con prodotti propri; nel 2000 ha acquisito Basics Germany, divisione generici della Bayer; nel 2004 ha iniziato a commercializzare i propri prodotti in Francia con l'acquisizione di una divisione generici di Aventis; nel 2005 Ranbaxy è entrata nel mercato canadese, giapponese (con l'acquisizione della Nihon Pharmaceutical Industry Limited) e spagnolo acquisendo l'azienda Efarmes; nel 2006 ha ampliato il suo portfolio di prodotti in Sud Africa con l'acquisizione dell'azienda di generici Be Tabs e ha ampliato la sua presenza in Europa attraverso tre importanti acquisizioni; in Italia ha acquisito la divisione generici di GSK, Allen SpA, in Romania con l'acquisto di Terapia e in Belgio con Ethimed.

## Ricerca
Dal 1973 Ranbaxy, all'interno del centro destinato alla “Ricerca & sviluppo”, lavora con una squadra di 1200 scienziati allo sviluppo dei generici e dei principi attivi, lavorando in parallelo nella creazione di medicinali innovativi, nuovi sistemi di somministrazione e nuove tecnologie di rilascio.
Le aree terapeutiche in cui Ranbaxy focalizza la ricerca sono diverse: urologia, metabolismo, vie respiratorie, anti-infettivi, anti-infiammatori, ecc….
Le risorse economiche che Ranbaxy riserva al settore ricerca & sviluppo sono pari al 7% del fatturato dell'azienda con una prospettiva di aumento al 10% entro il 2007.
Nel 1994 è stata fondata la Ranbaxy Community Healtcare Society, allo scopo dichiarato di migliorare lo stato di salute dei ceti più svantaggiati. La società garantisce assistenza sanitaria in 95 villaggi indiani andando ad occuparsi di circa 200.000 persone.